# Sandoná
Sandoná è un comune di 48 760 abitanti del dipartimento di Nariño, in Colombia. Si trova in una zona montuosa a 46 km dalla capitale del dipartimento, Pasto.